# Sulumbek Sagopshinsky
 (février 2023).
Sulom-Beck Sagopshinski Gandaloev (ingouche : Гlоандалой Сулумбик, Goandaloy Sulumbik) et mieux connu simplement sous le nom de Sulom-Beck), né en 1878 à Sagopshi (en) et mort 25 août 1911 à Vladikavkaz, est un ingouche hors-la-loi (connu localement sous le nom d'abrek (en)) qui s'est fait connaître à la fin de l'Empire russe en raison de ses braquages spectaculaires de banques et de trains dans le cadre d'une lutte violente contre les autorités russes. Aujourd'hui, le nom « Sulom-beck » est donné aux enfants tchétchènes et ingouches.